# Edmund Bukowski
Edmund Zygmunt Bukowski ps. „Edmund”, „Antoni Sadowski”, „Zbyszek”, „Żukowski”, „Bogdan Marecki”, „Sadowski” (ur. 11 kwietnia 1918 w majątku Pustoszka w powiecie Nowa Wilejka, zm. 13 kwietnia 1950 w Warszawie) – żołnierz Służby Zwycięstwu Polski-Związku Walki Zbrojnej-Armii Krajowej na Wileńszczyźnie, kurier i członek sztabu Ośrodka Mobilizacyjnego Wileńskiego Okręgu AK w okresie powojennym.

## Życiorys
Był synem Justyna i Petroneli z domu Pawłowicz. Po ukończeniu szkoły powszechnej w Białozoryszkach (gm. Rzesza, pow. Wilno), od 1932 r. uczył się w Gimnazjum oo. Jezuitów w Wilnie, równocześnie od 1934 r. pracując jako ekspedient. Po złożeniu matury w 1937 r. rozpoczął studia prawnicze na Uniwersytecie Stefana Batorego w Wilnie.
We wrześniu 1939 r. zgłosił się do wojska, ale nie został przyjęty ze względu na brak broni. Prawdopodobnie brał udział w obronie Wilna przed Armią Czerwoną z 18 na 19 września 1939 r. Już na początku okupacji sowieckiej, jesienią 1939 r., zaangażował się w działalność konspiracyjną i został żołnierzem Polskiego Państwa Podziemnego. Najpierw działał w ramach Służby Zwycięstwu Polski, a następnie kolejno w Związku Walki Zbrojnej i w – jej następczyni – Armii Krajowej.
Służył w Oddziale V Łączności Wileńskiego Okręgu AK, był m.in. tłumaczem z języka litewskiego. W 1942 r. ukończył szkolenie w zakresie łączności. Kursował do Warszawy jako łącznik między Komendą Okręgu Wileńskiego a Komendą Główną AK w Warszawie, kilkukrotnie transportując sprzęt radiowy i tabele szyfrów dla konspiracji. W czasie tej działalności był dwukrotnie aresztowany, po raz pierwszy w 1942 r. przez policję litewską, która przekazała go Gestapo, skąd rodzinie udało się go wykupić. Nie przerwał działalności i kontynuował pracę konspiracyjną, początkowo przekazany do punktu organizacyjnego do Dukszt, a następnie do Wilna, gdzie do czerwca 1944 r. był łącznikiem między Komendą Okręgu AK a poszczególnymi inspektoratami. Po zajęciu Wilna przez Sowietów był 17 lipca 1944 r. aresztowany przez NKWD. W czasie pierwszej próby ucieczki został ranny. Udało mu się uciec za drugim razem. Po tym wydarzeniu podjęto decyzję o służbowym przeniesieniu do Warszawy, gdzie wziął udział w powstaniu. Współtworzył bazę łączności w mieście. Gdy znalazł się w prawobrzeżnej Warszawie, został ponownie aresztowany przez NKWD, ale zwolniono go, gdy podał się za litewskiego partyzanta.
Po upadku powstania nie zaniechał konspiracyjnej działalności. Na Pradze utworzył komórkę łączności Wileńskiego Okręgu AK i – od września 1944 do kwietnia 1945 r. – utrzymywał łączność kurierską z Komendą Okręgu w Wilnie. Od czerwca 1945 r. pełnił obowiązki szefa Oddziału V Komendy Okręgu AK OW. Później działał w ramach Ośrodka Mobilizacyjnego Wileńskiego Okręgu AK, utworzonego w 1945 r. przez podpułkownika Antoniego Olechnowicza „Pohoreckiego”. Był jego głównym łącznikiem na terenie Polski centralnej, a także kurierem komendanta Wileńskiego Okręgu AK ze Sztabem Naczelnego Wodza. Kilkakrotnie wyjeżdżał do Niemiec, Francji i Włoch, przewożąc informacje z kraju i przywożąc fundusze oraz rozkazy dotyczące dalszej działalności niepodległościowej. Jako członek sztabu OMWO AK, zorganizował w latach 1947–1948 jego siatkę wywiadowczą, działającą – pod kryptonimem „Krzysztof” – na rzecz Rządu Rzeczypospolitej Polskiej na uchodźstwie.

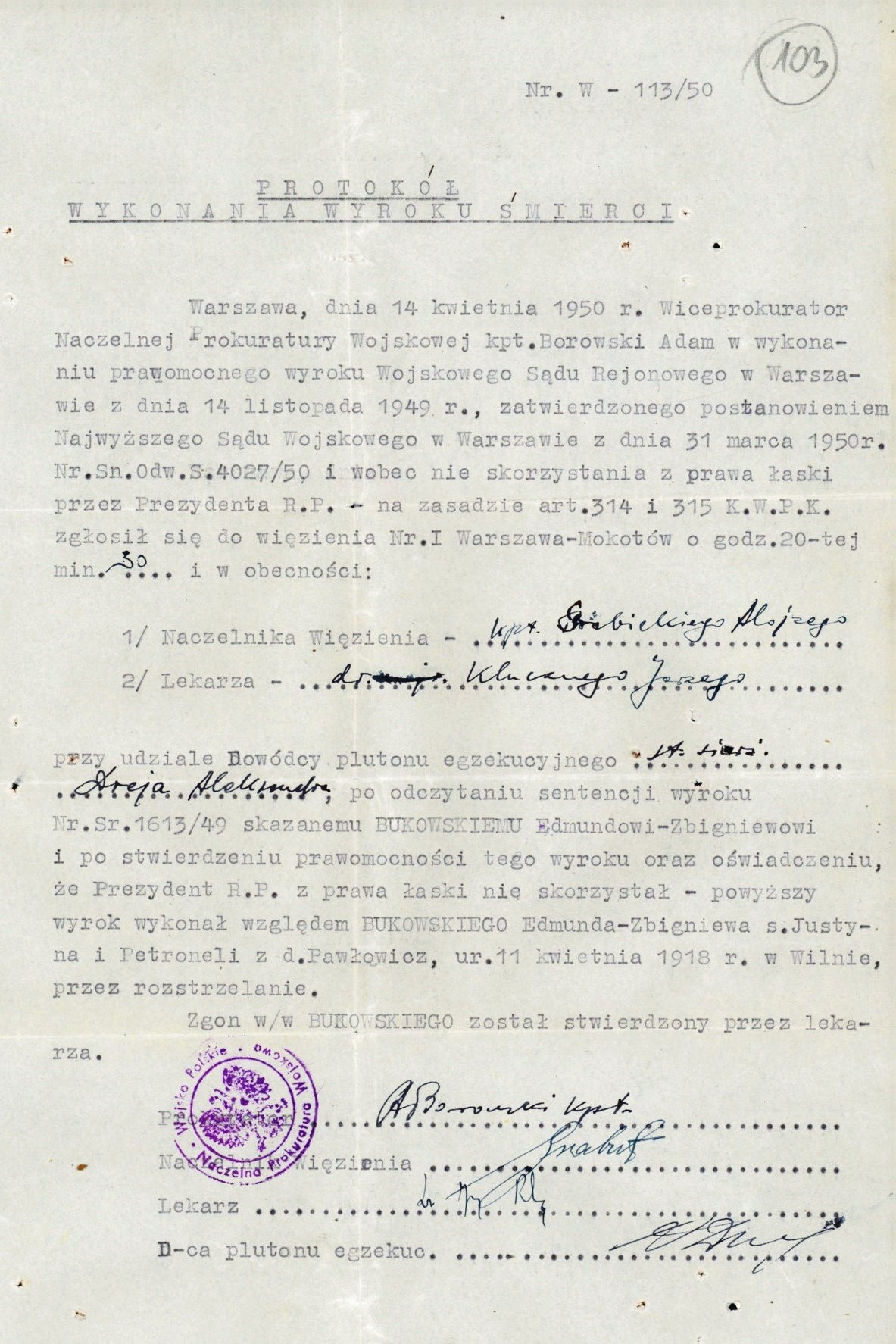
Protokół wykonania kary śmierci na Edmundzie Bukowskim

28 czerwca 1948 r. został aresztowany podczas ogólnopolskiej, szeroko zakrojonej akcji Ministerstwa Bezpieczeństwa Publicznego o kryptonimie „Akcja X”, która miała na celu rozbicie siatki Wileńskiego Okręgu AK.  Mimo tortur w czasie przesłuchań zachował dzielną postawę. W trakcie rozprawy sądowej powiedział:  „Jeśli chodzi o pobudki mego działania, to kierowała mną przysięga złożona AK”, pisał wtedy m.in. „Pracę w AK uważałem i traktowałem jedynie jako mój obowiązek wobec Polski”. Wyrokiem R.Warszawa Sr.1613 Wojskowego Sądu Rejonowego w Warszawie pod przewodnictwem kpt. Władysława Litmanowicza z 14 listopada 1949 r. został na podst. art.7 Dekr. z 13.6.1946 skazany na karę śmierci. Wyrok podtrzymał 31 marca 1950 r. Najwyższy Sąd Wojskowy, a prezydent Bierut nie skorzystał z prawa łaski.
Por. Edmund Bukowski został stracony 13 kwietnia 1950 r. w więzieniu mokotowskim przy ul. Rakowieckiej w Warszawie. Jego zwłoki zostały przez organa bezpieczeństwa publicznego potajemnie pogrzebane na tzw. „Łączce” na Cmentarzu Wojskowym na Powązkach. Jest jedną z trzech pierwszych zidentyfikowanych przez Polskiej Bazy Genetycznej Ofiar Totalitaryzmów ofiar UB (obok Stanisława Łukasika i Eugeniusza Smolińskiego).

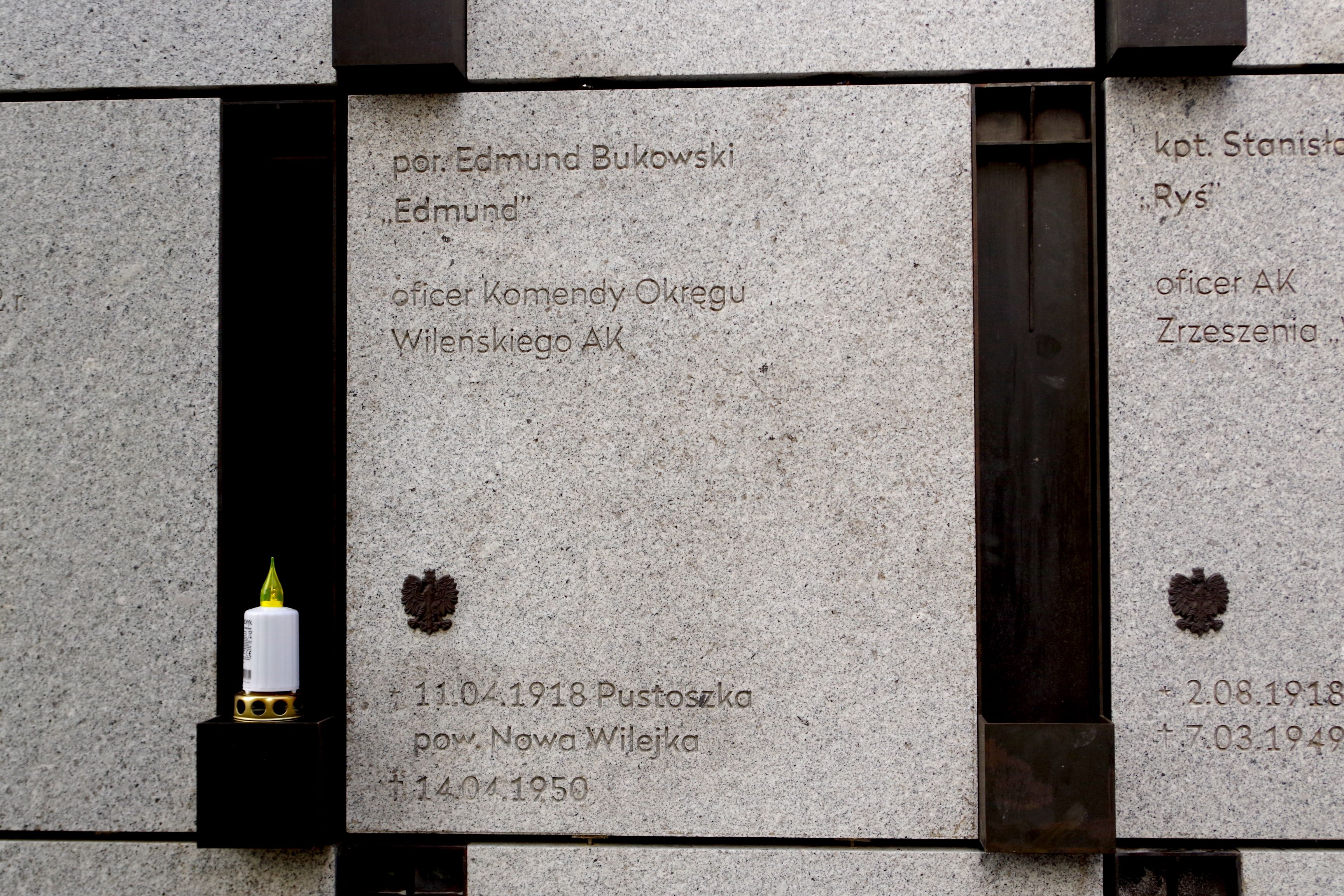
Grób por. Edmunda Bukowskiego ps. „Edmund” w Panteonie – Mauzoleum Wyklętych-Niezłomnych na Cmentarzu Wojskowym na Powązkach w Warszawie.

## Odznaczenia
Był wielokrotnie odznaczony, m.in. dwukrotnie Krzyżem Walecznych, czterokrotnie Krzyżem Armii Krajowej, czterokrotnie Medalem Wojska.
W 2017 postanowieniem prezydenta RP Andrzeja Dudy został pośmiertnie odznaczony Krzyżem Komandorskim Orderu Odrodzenia Polski za wybitne zasługi dla niepodległości Rzeczypospolitej Polskiej.